# Bernard Derrida
Bernard Derrida (1952) é um físico teórico francês. Trabalha com física estatística. Sua família deixou a Argélia na primavera de 1962, algumas semanas antes da independência. Ele é primo do filósofo Jacques Derrida. Ele estudou principalmente a teoria de sistemas desordenados, a dinâmica de redes complexas, sistemas não-equilibrados e as aplicações da física estatística a problemas de genética ou redes neurais.
Ele foi eleito para a Academia de Ciências em 30 de novembro de 2004. 
Desde 2015 ele ocupa a cadeira de física estatística no Collège de France.  

## Obras
- Gittergase (französisch), Pour la Science 1993 (französische Ausgabe von Scientific American)
- The random energy model, Physics Reports Volume 67, 1980 Common trends in particle and condensed matter physics, Les Houches Lectures
- Random energy model: limit of a family of disordered models, Physical Review Letters, Volume 45, 1980, p. 79 (Random Energy Model)